# Lanțul Baltic
Lanțul Baltic (numit și Lanțul Libertății; în estonă Balti kett, în letonă Baltijas ceļš, în lituaniană Baltijos kelias, în rusă Балтийский путь) a fost o demonstrație politică pașnică ce a avut loc la 23 august 1989. Aproximativ două milioane de oameni și-au dat mâinile formând un lanț uman lung de peste 600 km de-a lungul celor trei Țări Baltice – RSS Estonă, RSS Letonă și RSS Lituaniană, republici ale Uniunii Sovietice. El a marcat comemorarea a 50 de ani de la semnaraea pactului Ribbentrop-Molotov dintre Uniunea Sovietică și Germania Nazistă. Pactul și protocolul său adițional secret au împărțit Europa de Est în sfere de influență și au dus la ocuparea Țărilor Baltice în 1940. Evenimentul a fost organizat de mișcările baltice pro-independență: Rahvarinne din Estonia, Frontul Popular din Letonia și Sąjūdis din Lituania. Protestul a fost gândit pentru a atrage atenția întregii lumi arătând dorința populară de independență în cele trei entități. El a ilustrat și solidaritatea între cele trei popoare. A fost descris ca o campanie de publicitate eficientă și ca o scenă emoționantă și impresionantă vizual. Evenimentul a dat ocazia activiștilor baltici să mediatizeze ocupația sovietică ilegală și să pună problema independenței Țărilor Baltice nu ca chestiune politică, ci ca problemă de morală. Autoritățile sovietice de la Moscova au răspuns cu retorică comunistă tipică, neluând nicio măsură constructivă care ar fi putut opri prăpastia ce se lărgea între Țările Baltice și Uniunea Sovietică. În șase luni de la protest, Lituania a devenit prima republică sovietică ce și-a declarat independența.

## Context

### Atmosfera din țările baltice
Uniunea Sovietică a negat existența protocolului secret al Pactului Ribbentrop-Molotov, deși el a fost publicat pe scară largă de cercetătorii occidentali după ce a ieșit la iveală în timpul Proceselor de la Nürnberg. Propaganda sovietică a susținut și că Țările Baltice nu au fost ocupate și că toate trei aderaseră voluntar la Uniune – că Parlamentele Populare exprimaseră dorința poporului atunci când au cerut Sovietului Suprem al URSS să fie admise în Uniune. Țările Baltice susțineau acum că au fost încorporate forțat și ilegal în URSS. O astfel de interpretare a Pactului a avut implicații majore în viața politică a Țărilor Baltice. Dacă diplomații baltici puteau lega ocupația de Pact, atunci puteau susține că dominația sovietică în republicile lor nu avea bază legală și deci că toate legile sovietice sunt nule și neavenite începând cu 1940. O astfel de poziție ar fi pus automat capăt dezbaterii privind reformarea suveranității republicilor baltice sau acordarea unei mai largi autonomii în cadrul Uniunii Sovietice – statele nu au aparținut niciodată de jure Uniunii. Astfel, se putea deschide posibilitatea restaurării continuității legale a statelor independente care au existat în perioada interbelică. Ideea că toate legile sovietice sunt lipsite de putere legală în Țările Baltice ar fi însemnat că nu mai trebuie respectată Constituția Uniunii Sovietice sau alte formalități privind secesiunea.
În perioada dinaintea comemorării a 50 de ani de la Pactul Ribbentrop-Molotov, tensiunile dintre Țările Baltice și Moscova s-au acutizat. Lituanianul Romualdas Ozolas a strâns 2 milioane de semnături prin care cerea retragerea Armatei Roșii din Lituania. Partidul Comunist Lituanian discuta posibilitatea separării de Partidul Comunist al Uniunii Sovietice. La 8 august 1989, estonii au încercat să modifice legile electorale pentru a-i priva de acest drept pe noii imigranți (în mare parte muncitori ruși). Aceasta a provocat greve și proteste ale muncitorilor ruși. Moscova a profitat de ocazie și a prezentat evenimentele drept „conflict interetnic” – pentru ca apoi să pretindă că în scopul „menținerii păcii” vine să restaureze ordinea într-o republică în dezordine. Escaladarea tensiunilor înaintea protestului a dus la apariția unor speranțe că Moscova va reacționa anunțând reforme constructive care să trateze cerințele popoarelor baltice. În același timp au apărut temeri de o reacție violentă. Erich Honecker din Germania de Est și Nicolae Ceaușescu din România au oferit Uniunii Sovietice asistență militară în caz că dorește să facă uz de forță pentru a înăbuși demonstrația.

### Răspunsul sovietic
La 15 august, cotidianul oficial Pravda, ca răspuns la grevele muncitorilor din Estonia, a publicat o critică dură a „isteriei” generate de „elemente extremiste” care urmăresc „poziții naționaliste înguste” împotriva Uniunii Sovietice. La 17 august, Comitetul Central al Partidului Comunist al Uniunii Sovietice a publicat în Pravda un nou proiect de politică privind republicile unionale. Acest proiect conținea însă foarte puține idei noi: păstra rolul conducător al Moscovei nu doar în politica externă și în domeniul apărării, dar și în economie, știință și cultură. Printre puținele concesii pe care le-a făcut proiectul se numărau: propunerea ca republicile să aibă dreptul să conteste legile naționale într-un tribunal (atunci, toate Țările Baltice își modificaseră constituțiile pentru a da drept de veto Sovietului Suprem față de legile naționale) și dreptul de a-și promova limba națională la nivel de limbă oficială (în același timp, proiectul accentua rolul conducător al limbii ruse). Proiectul includea și legi de interzicere a „organizațiilor naționaliste și șovine”, legi ce puteau fi folosite pentru a persecuta grupările pro-independență din Țările Baltice, și o propunere de înlocuire a Tratatului de Înființare a URSS din 1922 cu un nou acord de unificare ce ar putea să facă parte din constituția sovietică.
La 18 august, Pravda a publicat pe larg un interviu cu Alexandr Nikolaevici Iakovlev, președintele unei comisii cu 26 de membri înființată de Congresul Deputaților Poporului pentru a investiga Pactul Ribbentrop-Molotov și protocolul său secret. În interviu, Iakovlev a recunoscut că protocolul secret este autentic. El a condamnat protocolul, dar a susținut că el nu a avut impact asupra anexării Țărilor Baltice. Astfel, Moscova și-a schimbat poziția de la a susține că protocolul adițional nu există sau că ar fi un fals, dar nu a recunoscut că evenimentele din 1940 constituie ocupație. Aceasta nu a fost suficient pentru a-i mulțumi pe baltici și, la 22 august, o comisie a Sovietului Suprem al RSS Lituaniene a anunțat că ocupația din 1940 este o consecință directă a Pactului Ribbentrop-Molotov și deci este ilegală. A fost prima oară când un organism sovietic oficial a contestat legitimitatea dominației sovietice.

## Protestul

### Pregătirea

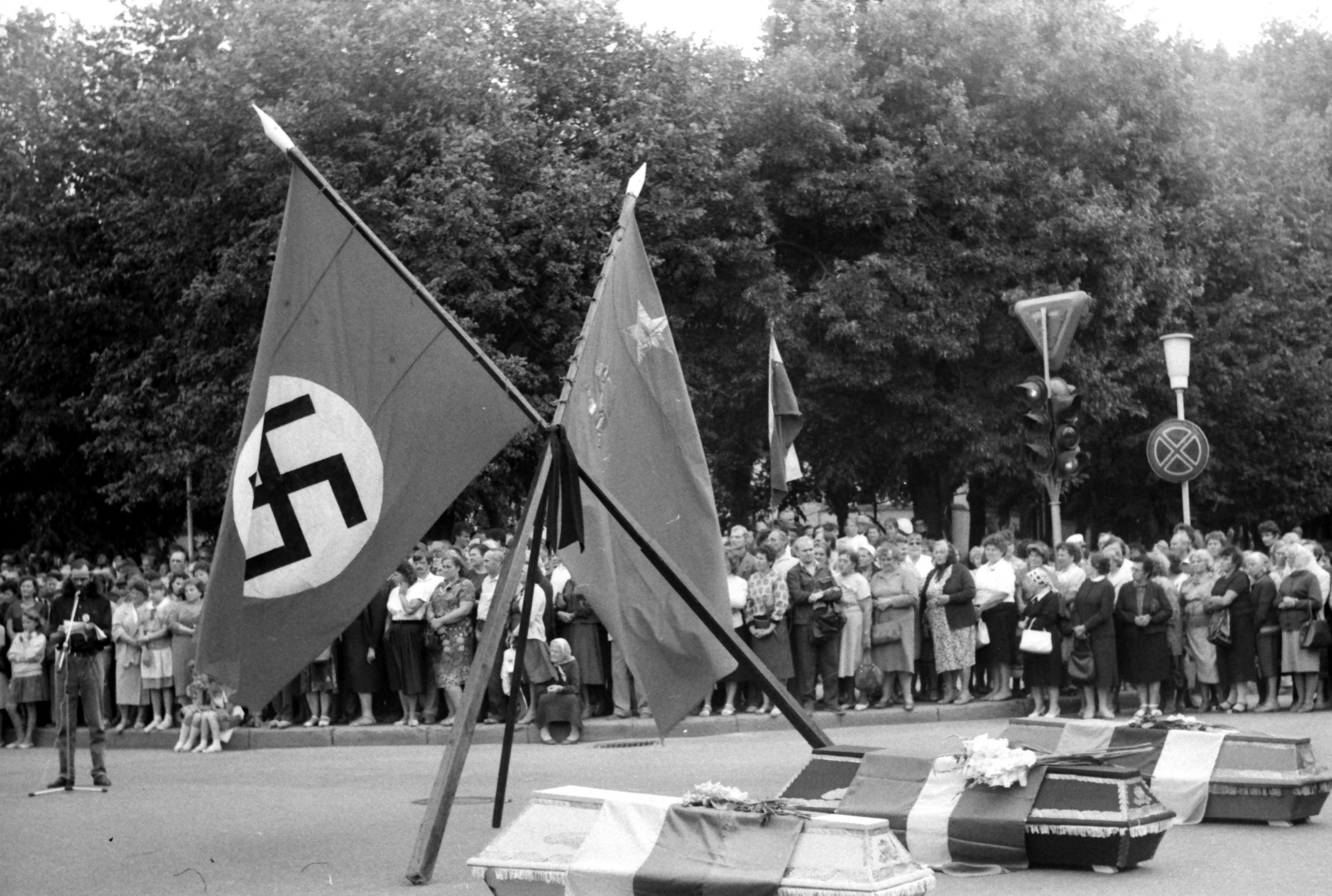
Demonstraţii în Šiauliai. Sicriele sunt decorate cu drapelele naționale ale celor trei ţări şi sunt puse sub drapelele sovietic și nazist.

În urma politicilor glasnost și perestroika, demonstrațiile de stradă au fost din ce în ce mai populare în URSS dar și în afara Uniunii. La 23 august 1986, demonstrațiile Zilei Panglicii Negre au avut loc în 21 orașe occidentale, între care New York, Ottawa, Londra, Stockholm, Seattle, Los Angeles, Perth și  Washington DC și au început să atragă atenția către încălcarea drepturilor omului de către Uniunea Sovietică. În 1987, în aceeași zi, au avut loc proteste în 36 de orașe, inclusiv în Vilnius. Proteste împotriva Pactului Ribbentrop-Molotov au avut loc în anul 1987 și la Tallinn și Riga. În 1988, pentru prima oară, protestele au fost aprobate de autoritățile sovietice și nu s-au soldat cu arestări. Activiștii au pus la cale un protest deosebit de mare pentru comemorarea a 50 de ani de la Pactul Ribbentrop-Molotov în 1989. Nu se știe a cui a fost ideea unui lanț uman. Se pare că ea a apărut la o întâlnire trilaterală de la Pärnu la 15 iulie. Un acord oficial între activiștii baltici s-a semnat la Cēsis la 12 august. Autoritățile comuniste locale au aprobat protestul. În același timp, mai multe petiții care denunțau ocupația sovietică au strâns mii de semnături.
Organizatorii au trasat harta lanțului, desemnând anumite puncte din unele orașe și sate pentru a face lanțul să fie neîntrerupt. S-au înființat curse de autobuz gratuite pentru cei ce nu se puteau deplasa. Pregătiri s-au făcut pe întreg teritoriul celor trei țări, implicând și populația rurală. Unele întreprinderi nu le-au permis angajaților să-și ia liber (23 august a fost într-o miercuri în 1989), dar altele au sponsorizat chiar și cursele de autobuz. În ziua evenimentului, emisiuni speciale la radio au ajutat la coordonarea efortului. Estonia a declarat zi liberă.
Mișcările pro-independență au emis o declarație comună adresată lumii și Comunității Europene, în care au condamnat Pactul Ribbentrop-Molotov, denumindu-l act criminal, și au cerut declararea pactului ca „nul și neavenit”. În declarație se afirma că chestiunea Țărilor Baltice este o „problemă a drepturilor inalienabile ale omului” și a acuzat Comunitatea Europeană de „dublu standard” și de faptul că ignoră „ultimele colonii ale epocii Hitler–Stalin”. În ziua protestului, Pravda a publicat un editorial intitulat „Doar faptele”, o colecție de citate ale activiștilor pro-independență compilată cu scopul de a sublinia natura inacceptabilă antisovietică a acțiunii lor.

### Lanțul uman

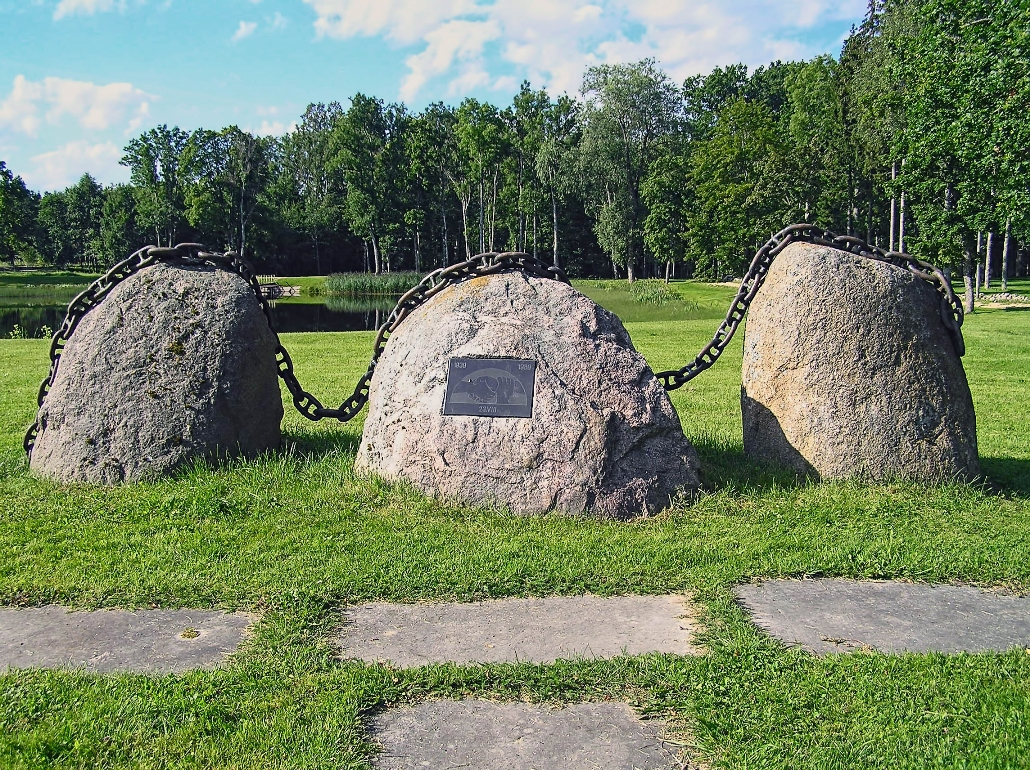
Monument din Estonia în memoria Lanţului Baltic

Lanțul a legat cele trei capitale baltice – Vilnius, Riga și Tallinn. El pornea din Vilnius de-a lungul șoselei A2 prin Ukmergė spre Panevėžys și apoi de-a lungul Via Baltica prin Pasvalys, Bauska, Riga, Ainaži, Pärnu până la Tallinn. Demonstranții și-au dat mâinile timp de 15 minute la ora 19:00 ora locală. După aceea au avut loc mai multe proteste și adunări locale. La Vilnius, circa 5.000 de oameni s-au strâns în Piața Catedralei, au aprins lumânări și au cântat cântece naționale, printre care și Tautiška giesmė. În alte locuri, preoții au ținut liturghii și clopotele bisericilor au sunat. Liderii Fronturilor Populare Estonian și Leton s-au adunat la frontiera celor două republici pentru o ceremonie funerară simbolică, în care a fost aprinsă o cruce neagră mare. Protestatarii au aprins lumânări și au înălțat drapelele naționale interbelice ale țărilor lor decorate cu panglici negre în memoria victimelor terorii sovietice: Frații pădurii, deportații în Siberia, deținuții politici, și alți „dușmani ai poporului”.
În Piața Pușkin din Moscova, numeroși milițieni au intervenit când câteva sute de oameni au încercat să organizeze o demonstrație de solidaritate. TASS a declarat că 75 de persoane au fost arestate pentru tulburarea liniștii publice, vandalism și alte infracțiuni. Circa 13.000 de persoane au manifestat în RSS Moldovenească, și ea afectată de protocolul secret. O altă demonstrație a fost organizată de diaspora baltică și simpatizanții ei germani în fața ambasadei sovietice din Bonn, RFG.
| Măsura                    | Estonia | Letonia | Lituania |
| ------------------------- | ------- | ------- | -------- |
| Populație totală (1989)   | 1,6M    | 2,7M    | 3,7M     |
| Populatie indigenă (1959) | 75%     | 62%     | 79%      |
| Populație indigenă (1989) | 61%     | 52%     | 80%      |

Numărul de participanți a fost estimat între un milion și două milioane. Reuters News a relatat a doua zi că circa 700.000 de estoni și 1.000.000 de lituanieni s-au alăturat protestului. Frontul Popular Leton a estimat o prezență de 400.000 de persoane. Înaintea evenimentului, organizatorii așteptau o prezență de 1.500.000 de oameni din cei 8.000.000 de locuitori ai celor trei țări, adică o prezență de 25–30% a populației băștinașe. Conform cifrelor oficiale sovietice, furnizate de TASS, au fost 300.000 de participanți în Estonia și aproape 500.000 în Lituania. Pentru ca lanțul să fie posibil, era necesară o prezență de aproximativ 200.000 de oameni din fiecare țară. Imaginile video realizate din avion și elicopter arată o linie aproape continuă de oameni prin zona rurală.

## Urmări
"Lucrurile au mers prea departe. Există o amenințare gravă pentru soarta popoarelor baltice. Oamenii trebuie să știe în ce prăpastie sunt împinși de liderii lor naționaliști. Dacă își vor îndeplini scopurile, consecințele potențiale ar putea fi catastrofice pentru aceste popoare. S-ar putea pune sub semnul întrebării însăși existența lor." 
La 26 august 1989, în primele 19 minute ale emisiunii Vremea, principalul program de știri de la televiziunea sovietică, s-a citit o declarație a CC al PCUS, formulată ca un avertisment pe ton grav față de „grupările naționaliste extremiste” care aveau scopuri „antisocialiste și antisovietice”. Aceste grupuri erau acuzate de discriminare față de minoritățile etnice și că ar teroriza pe cei încă loiali idealurilor sovietice. Autoritățile locale au fost criticate pentru că nu au reușit să-i oprească pe acești activiști. Lanțul Baltic a fost denumit „isterie naționalistă”, care ar putea împinge popoarele într-o „prăpastie” cu consecințe „catastrofale”. S-a făcut apel la muncitori și țărani să salveze situația și să apere idealurile sovietice. Comunicatul a transmis un mesaj incoerent: amenința indirect cu recursul la forță, dar dădea speranțe că conflictul se poate rezolva prin mijloace diplomatice. S-a interpretat că CC nu hotărâse ce cale să urmeze și că a lăsat deschise ambele posibilități. Apelul la masele pro-sovietice arată că Moscova credea că mai are încă mulți susținători în Țările Baltice. Criticile dure la adresa Partidelor Comuniste din aceste republici au fost interpretate ca un semn că Moscova va încerca să le schimbe conducerile.
Președintele Statelor Unite George H. W. Bush și cancelarul Republicii Federale Germania Helmut Kohl au cerut reforme pașnice și au criticat Pactul Ribbentrop-Molotov. La 31 august, activiștii baltici au emis o declarație comună adresată lui Javier Pérez de Cuéllar, secretarul general al Națiunilor Unite. Ei au afirmat că sunt amenințați cu agresiunea și au cerut să fie trimisă o comisie internațională pentru a monitoriza situația. Aproape imediat după difuzarea counicatului, tonul Moscovei a început să se amelioreze și autoritățile sovietice nu au acționat conform cu amenințările. În cele din urmă, conform istoricului Alfred Erich Senn, comunicatul CC al PCUS a devenit motiv de rușine. În zilele de 19–20 septembrie, CC al PCUS s-a întrunit pentru a discuta chestiunea naționalităților – problemă pe care Mihail Gorbaciov o amâna încă de la începutul lui 1988. Plenul nu a tratat anume situația din Țările Baltice, dar a reafirmat vechile principii la Uniunii Sovietice centralizate și rolul dominant al limbii ruse. S-a promis o creștere a autonomiei, dar a fost contradictorie și nu a tratat cauzele de bază ale conflictului.

## În retrospectivă
| Imagine indisponibilă                                                                       |  | Imagine indisponibilă |
| Monedă comemorativă de 50 de Litas emisă cu ocazia aniversării a 10 ani de la Lanțul Baltic |  |                       |

Lanțul uman a ajutat la mediatizarea cauzei popoarelor baltice în toată lumea și a simbolizat solidaritatea între cele trei popoare. Imaginea pozitivă a protestelor pașnice ale Revoluției Cântate a reieșit în mass-media occidentală. Activiști ca Vytautas Landsbergis au profitat de expunerea publică a poziției lor pentru a pune problema independenței Țărilor Baltice ca o chestiune morală, nu doar politică: redobândirea independenței urma să reprezinte o restaurare a dreptății istorice și lichidarea stalinismului. Evenimentul a fost emoționant, și a întărit hotărârea acestora de a obține independența. Protestul a subliniat că mișcările pro-independență, apărute doar cu un an în urmă, au devenit mai ferme și radicale: au trecut de la a cere mai mare autonomie față de Moscova la independență totală.
În decembrie 1989, Congresul Deputaților Poporului a acceptat, și apoi și Mihail Gorbaciov a contrasemnat raportul comisiei lui Iakovlev prin care condamna protocolul secret al Pactului Ribbentrop-Molotov. În februarie 1990, primele alegeri democratice libere pentru Sovietele Supreme au avut loc în toate cele trei Țări Baltice, iar candidații pro-independență au obtinut majoritățile. La 11 martie 1990, la șase luni de la Lanțul Baltic, Lituania a devenit prima republică sovietică ce și-a declarat independența. Independența tuturor celor trei țări a fost recunoscută de majoritatea statelor occidentale până la sfârșitul lui 1991.
Protestul a fost unul dintre primele și cele mai îndelungate lanțuri umane neîntrerupte din istorie. Demonstrații similare au fost organizate în mai multe țări din Europa de Est și în URSS și, mai recent, în Taiwan (Mitingul 228 mână în mână). Documentele care atestă Lanțul Baltic au fost adăugate la Registrul Memoriei Mondiale al UNESCO în 2009 ca recunoaștere a valorii lor documentare istorice.